# Eddie Jaku
Eddie Jaku (OAM) (nascido Abraham Jakubowicz; Leipzig, 14 de abril de 1920 – Sydney, 12 de outubro de 2021) foi um escritor e ativista pelos direitos humanos alemão, radicado na Austrália.
Eddie sobreviveu à Noite dos Cristais, aos campos de Buchenwald e Auschwitz, foi poupado por Josef Mengele e resistiu à Marcha da Morte antes de migrar para Sydney. Ficou conhecido por seu livro The Happiest Man on Earth, onde contou sobre sua vida e a sobrevivência durante a Segunda Guerra Mundial.

## Biografia
Eddie nasceu na cidade alemã de Leipzig, em 1920, no seio de uma grande família judaica. Quando tinha 13 anos, em 1933, Eddie foi expulso da escola por ser judeu. Era o único aluno judeu da escola, mas o fato se tornou um problema com a ascensão de Adolf Hitler ao poder. De lá, foi enviado para um internato, onde usou o nome de Walter Schleif, temendo que seus colegas descobrissem que era judeu. Estudou engenharia mecânica e se formou como fabricante de ferramentas.
Em 9 de novembro de 1938, Eddie voltou para casa, para fazer uma surpresa no dia do aniversário de casamento de seus pais, mas encontrou a casa vazia. Era a Noite dos Cristais, quando casas, negócios e sinagogas de judeus foram atacados na Alemanha e na Áustria. Sua família tinha se escondido e ele estava sozinho em casa, com o cachorrinho da família, um dachshund chamado Lulu. Às 5 da manhã, dez soldados nazistas arrombaram sua porta, o espancaram, mataram seu cãozinho e destruíram a casa bicentenária da família.
| “ | Perdi tudo pelo qual lutei. Fui reduzido de um homem para um nada. | ” |

Eddie foi enviado para o campo de concentração de Buchenwald. Cinco meses depois ele foi libertado para trabalhar em uma fábrica de ferramentas, mas ao invés disso seu pai, que tinha conseguido tirá-lo do campo, tentou levá-lo para a Bélgica, onde foram presos como refugiados alemães. De lá, foram para a França, pnde foram presos novamente e enviados para o campo de concentração de Gurs. De Gurs, ele foi colocado no trem de Auschwitz sete meses depois. Antes de subir à bordo, ele conseguiu roubar um martelo, uma chave de fenda e uma chave-inglesa, escondendo-as em uma das tábuas do assoalho do vagão.
Junto de oito outros prisioneiros, ele fugiu do trem pouco antes de chegar a Estrasburgo e rumou para a Bélgica, onde encontrou o pai, a mãe, duas tias e a irmã, morando escondidos em um sótão pequeno e desconfortável. Ao tentarem se mudar para o antigo apartamento que abriu a família tempos antes, a Gestapo os aguardava. A família foi, novamente, presa em outubro de 1943. Suas tias morreram no caminho para Auschwitz, quando o trem foi desviado para um túnel e os prisioneiros foram asfixiados. Em Auschwitz, sua mãe, de 43 anos, e seu pai, de 50 anos, foram assassinados em uma câmara de gás. Eddie foi poupado por sua habilidade com ferramentas e seu conhecimento em engenharia.
Em Auschwitz, Josef Mengele o classificou como indispensável, por ser capaz de produzir instrumentos cirúrgicos para o campo, o que o salvou de não ser enviado para a câmara de gás. O campo foi esvaziado em 1945 quando as forças soviéticas começaram a se aproximar. Os nazistas colocaram os prisioneiros em marcha até um campo menor, onde foi colocado como responsável pela produção em uma fábrica local. Ele era encarregado de 200 máquinas e seria enforcado pelos nazistas caso uma delas quebrasse. Assim, ele fez 200 apitos e deu um para cada prisioneiro trabalhando nas máquinas, para alertá-lo de qualquer problema. Uma dessas prisioneiras era sua irmã Henni, que sobreviveu à Segunda Guerra. 
Quando o campo começou a ser evacuado novamente por causa da aproximação soviética, Eddie escapou e se escondeu por dois meses em uma caverna numa floresta próxima, comendo caramujos e mariscos. Após beber água contaminada, Eddie ficou gravemente doente. Ele conseguiu chegar até uma linha de trem, onde foi resgatado por soldados dos Estados Unidos, em junho de 1945, quando a guerra acabou. Eddie estava gravemente desnutrido e tinha cólera e febre tifoide.

## Pós-Segunda Guerra
Eddie sobreviveu e se recuperou em um hospital norte-americano. Ele voltou para a Bélgica, onde se casou com Flore, em 1946, que se refugiou na França durante a guerra, fingindo ser cristã. Em 1950, Eddie, Flore, a mãe dela, Fortune, e a irmã dele, Henni, emigraram para a Austrália. Em Sydney, Eddie trabalhou em uma oficina mecânica e sua esposa como costureira. Posteriormente, ambos entraram no mercado imobiliário.
Eddie foi voluntário no Museu Judaico de Sydney, onde compartilhava suas experiências e filosofia de vida com os visitantes. Eddie e Flore tiveram dois filhos, Michael e Andre.
| “ | Você não briga quando está em cativeiro. Muitos não aguentaram e se lançaram no arame farpado, se eletrocutaram. Eu pensei: 'alguém tem que sobreviver'. | ” |

Em 2020, Eddie lançou o livro The Happiest Man on Earth, onde contou sua trajetória de sobrevivência e como se considerava o homem mais feliz do mundo. No Brasil, ele foi lançado em agosto de 2021 pela editora Intrínseca com o título O Homem Mais Feliz do Mundo.

## Homenagem
Em 2013, Eddie recebeu a medalha da Ordem da Austrália, por seus serviços à comunidade judaica australiana.

## Morte
Eddie morreu em 12 de outubro de 2021, aos 101 anos, em uma casa de repouso em Sydney. Eddie deixou a esposa, Flore, seus dois filhos, quatro netos e cinco bisnetos.